# Gustavo Santaolalla
Gustavo Alfredo Santaolalla (n. 19 august 1951) este un compozitor de film, producător și muzician argentinian. Gustavo Santaolalla a câștigat două Premii Oscar pentru cea mai bună coloană sonoră, doi ani consecutivi, pentru Brokeback Mountain în 2005 și Babel în 2006.

## Filmografie
- She Dances Alone (1981)
- Amores perros (2000)
- The Insider (1999) - are cântecul său, "Iguazu".
- 21 Grams (2003)
- Salinas grandes (2004) (TV)
- The Motorcycle Diaries (2004) (The Motorcycle Diaries (soundtrack))
- North Country (2005) (vezi și North Country (soundtrack))
- Yes (2005) - are cântecul său, "Iguazu".
- Brokeback Mountain (2005) Premiul Oscar pentru cea mai bună coloană sonoră (vezi și Brokeback Mountain (soundtrack))
- Fast Food Nation (2006) - are cântecul său "Iguazu".
- Babel (2006) Premiul Oscar pentru cea mai bună coloană sonoră (see also Babel (soundtrack))
- Into the Wild (2007) - are cântecul său "Picking Berries".
- I Come With The Rain (2009)
- The Sun Behind the Clouds: Tibet's Struggle for Freedom (2009)
- Nanga Parbat (2010)
- Biutiful (2010)
- Dhobi Ghaat (2010)
- On the Road (2012)
- The Last of Us (2012/2013) - joc video

## Premii și nominalizări

### Premii
- Premiile Oscar:
  - 2005: Premiul pentru cea mai bună coloană sonoră – Brokeback Mountain
  - 2006: Premiul Cea mai bună coloană sonoră – Babel
- Premiile BAFTA:
  - 2004: Anthony Asquith Award for Film Music – The Motorcycle Diaries
  - 2006: Anthony Asquith Award for Film Music – Babel
- BMI:
  - Pe 13 iunie 2008, Gustavo Santaolalla a fost onorat ca un BMI Icon, la cea de-a 15-a ediție a Premiilor Latine anuale BMI. Premiul BMI Icon  este acordat creatorilor care au avut o influență, "unică și de neșters pentru generațiile creatorilor de muzică".[4]
- Premiile Golden Globe:
  - 2005: Best Original Song – "A Love That Will Never Grow Old" din Brokeback Mountain
- Premiile Grammy:
  - 2004: Best Latin Rock/Alternative Album – Cuatro Caminos (producător)
  - 2009: Grammy Award for Best Latin Pop Album: La Vida... Es un Ratico (producător)
- Premiile Latin Grammy:
  - 2000: Best Rock Album – Revés/Yo Soy (producător)
  - 2001: Best Rock Solo Vocal Album – Fíjate Bien (producător)
  - 2003: Record of the Year – "Es Por Ti" (producător)
  - 2003: Album of the Year – Un Día Normal (producător)
  - 2003: Best Pop Instrumental Album – Bajofondo Tango Club (producător)
  - 2004: Best Alternative Music Album – Cuatro Caminos (producător)
  - 2005: Best Rock Solo Vocal Album – Mi Sangre (producător)
  - 2005: Producer of the Year
    - A Contraluz de La Vela Puerca
    - Bajofondo Tango Club Presenta A: Supervielle de Supervielle
    - Celador De Sueños de Orozco și Barrientos
    - Cristobal Repetto de Cristobal Repetto
    - Guau! de Arbol
    - Mi Sangre de Juanes
    - The Motorcycle Diaries: Original Motion Picture Soundtrack
    - 13 de Javier García

  - 2006: Best Tango Album – Café De Los Maestros (producător)
  - 2008: Record of the Year: "Me Enamora" (producător)
  - 2008: Album of the Year: La Vida... Es un Ratico (producător)
  - 2008: Best Male Pop Vocal Album: La Vida... Es un Ratico (producător)

### Nominalizări
- Premiile BAFTA:
  - 2005: Anthony Asquith Premiu pentru Film Music – Brokeback Mountain
- Premiile Golden Globe:
  - 2005: Best Original Score – Brokeback Mountain
  - 2006: Best Original Score – Babel
- Premiile Grammy:
  - 2007: Best Compilation Soundtrack Album for a Motion Picture, Television or Other Visual Media – Brokeback Mountain: Original Motion Picture Soundtrack (producător)
  - 2008: Best Compilation Soundtrack Album for a Motion Picture, Television or Other Visual Media – Babel: Original Motion Picture Soundtrack (compozitor)